# Jefferson Airplane Takes Off
Jefferson Airplane Takes Off je debitantski album ameriške glasbene skupine Jefferson Airplane. Izšel je leta 1966 pri založbi RCA Victor. Album vsebuje 11 skladb.

## Seznam skladb
| Stran 1 | Stran 1                  | Stran 1                  | Stran 1 |
| Št.     | Naslov                   | Pisec                    | Dolžina |
| ------- | ------------------------ | ------------------------ | ------- |
| 1.      | „Blues from an Airplane‟ | Marty Balin, Skip Spence | 2:10    |
| 2.      | „Let Me In‟              | Balin, Paul Kantner      | 2:55    |
| 3.      | „Bringing Me Down‟       | Balin, Kantner           | 2:22    |
| 4.      | „It's No Secret‟         | Balin                    | 2:37    |
| 5.      | „Tobacco Road‟           | Clay Warnick             | 3:26    |

| Stran 2         | Stran 2                                                      | Stran 2               | Stran 2 |
| Št.             | Naslov                                                       | Pisec                 | Dolžina |
| --------------- | ------------------------------------------------------------ | --------------------- | ------- |
| 1.              | „Come Up the Years‟                                          | Balin, Kantner        | 2:30    |
| 2.              | „Run Around‟                                                 | Balin, Kantner        | 2:35    |
| 3.              | „Let's Get Together‟ (lead vocals: Kantner, Anderson, Balin) | Chester Powers        | 3:32    |
| 4.              | „Don't Slip Away‟                                            | Balin, Spence         | 2:31    |
| 5.              | „Chauffeur Blues‟                                            | Lester Melrose        | 2:25    |
| 6.              | „And I Like It‟                                              | Balin, Jorma Kaukonen | 3:16    |
| Skupna dolžina: | Skupna dolžina:                                              | Skupna dolžina:       | 30:12   |